# Ben Fry
Pour les articles homonymes, voir Fry.
 (mars 2024).
La mise en forme du texte ne suit pas les recommandations de Wikipédia : il faut le « wikifier ».
Les points d'amélioration suivants sont les cas les plus fréquents. Le détail des points à revoir est peut-être précisé sur la page de discussion.
- Les titres sont pré-formatés par le logiciel. Ils ne sont ni en capitales, ni en gras.
- Le texte ne doit pas être écrit en capitales (les noms de famille non plus), ni en gras, ni en italique, ni en « petit »…
- Le gras n'est utilisé que pour surligner le titre de l'article dans l'introduction, une seule fois.
- L'italique est rarement utilisé : mots en langue étrangère, titres d'œuvres, noms de bateaux, etc.
- Les citations ne sont pas en italique mais en corps de texte normal. Elles sont entourées par des guillemets français : « et ».
- Les listes à puces sont à éviter, des paragraphes rédigés étant largement préférés. Les tableaux sont à réserver à la présentation de données structurées (résultats, etc.).
- Les appels de note de bas de page (petits chiffres en exposant, introduits par l'outil «  Source ») sont à placer entre la fin de phrase et le point final[comme ça].
- Les liens internes (vers d'autres articles de Wikipédia) sont à choisir avec parcimonie. Créez des liens vers des articles approfondissant le sujet. Les termes génériques sans rapport avec le sujet sont à éviter, ainsi que les répétitions de liens vers un même terme.
- Les liens externes sont à placer uniquement dans une section « Liens externes », à la fin de l'article. Ces liens sont à choisir avec parcimonie suivant les règles définies. Si un lien sert de source à l'article, son insertion dans le texte est à faire par les notes de bas de page.
- La présentation des références doit suivre les conventions bibliographiques. Il est recommandé d'utiliser les modèles {{Ouvrage}}, {{Chapitre}}, {{Article}}, {{Lien web}} et/ou {{Bibliographie}}. Le mode d'édition visuel peut mettre en forme automatiquement les références.
- Insérer une infobox (cadre d'informations à droite) n'est pas obligatoire pour parachever la mise en page.

Pour une aide détaillée, merci de consulter Aide:Wikification.
Si vous pensez que ces points ont été résolus, vous pouvez retirer ce bandeau et améliorer la mise en forme d'un autre article.
Benjamin Fry est un designer américain qui s'intéresse tout particulièrement à la visualisation de données. Il est un des deux créateurs de l'environnement de programmation créative Processing.

## Biographie

### Études
Ben Fry est né en 1975 à Ann Arbor, dans le Michigan. Il a obtenu son Bachelor of Fine Arts en communication visuelle, avec mineure en informatique à l'université Carnegie-Mellon. Il a obtenu une maîtrise et un doctorat au Aesthetics and Computation Group du MIT Media Lab, sous la direction de John Maeda. Sa thèse de doctorat, « Computational Information Design » présente les sept étapes de la visualisation des données : acquisition, analyse, filtrage, extraction, représentation, affinage et interaction.

### Carrière
Pendant son séjour au MIT Media Lab, Fry a co-développé Processing, un langage de programmation open source et un environnement de développement intégré (IDE) conçu pour les communautés des arts électroniques et du design visuel dans le but d'enseigner les bases de la programmation informatique dans un contexte visuel,. L'environnement Processing développé en collaboration avec Casey Reas, a remporté un Golden Nica du Prix Ars Electronica en 2005. En 2006-2007, Fry a été titulaire de la chaire de design Nierenberg de l'école de design de Carnegie Mellon. Il dirige Fathom, un cabinet de conseil en conception et en logiciels basé à Boston, Massachusetts,.
Les œuvres de Fry ont été présentées à la Triennale du design Cooper-Hewitt (2003, 2006) et à la Biennale du Whitney Museum (2002), ainsi qu'au Museum of Modern Art de New York (2001, 2008), à l'Ars Electronica de Linz, en Autriche. (2000, 2002, 2005) et dans les films Minority Report et The Hulk[réf. nécessaire],. Il est lauréat du National Design Award 2011 dans la catégorie « Interaction Design ».

## Livres
- 2007 : (avec Casey Reas ) Processing: A Programming Handbook for Visual Designers and Artists, MIT Press
- 2007 : Visualizing Data, O'Reilly
- 2010 : (avec Casey Reas) Getting Started with Processing, O'Reilly
- 2015 : (avec Casey Reas et Lauren McCarthy ) Getting Started with p5.js, O'Reilly

## Voir également
- Processing
- Code créatif
- Design d'information

## références
1. 1 2  (en) Ellen Lupton, Inside Design Now: The National Design Triennial, Princeton Architectural Press, mars 2003 (ISBN 978-1-56898-395-0, lire en ligne)
2. ↑  « computational information design | ben fry », sur benfry.com (consulté le 4 mars 2024)
3. 1 2 3  (en) « Ben Fry », sur www.oreilly.com (consulté le 4 mars 2024)
4. ↑  « ben fry », sur benfry.com (consulté le 4 mars 2024)
5. ↑  (en) « Fathom Information Design », sur Fathom Information Design (consulté le 4 mars 2024)
6. 1 2  (en) « Interaction Design : Winner » [archive du 23 juin 2012], Cooper Hewitt, Smithsonian Design Museum, sur Cooper Hewitt (consulté le 6 avril 2018)
7. ↑  « Ben Fry »